# Biela stopa
Biela stopa dříve také Biela stopa SNP je nejstarší pravidelně pořádaná akce v běhu na lyžích na Slovensku. Biela Stopa Kremnica je členem sdružení evropských dálkových běhů EUROLOPPET. Součástí akce je také běh přímých účastníků SNP, jakož i "Malá Biela stopa" - závody žáků a dorostenců. V sobotu se běží hlavní závod, běh volnou technikou na 48 a 25 km a v neděli krátká 25 km trať klasickou technikou. Všechny běhy mají start i cíl na lyžařském stadionu na Skalce.
Akci pořádá Tělovýchovná jednota Biela stopa Kremnica.
35. ročník se uskutečnil 8. - 10. února 2008.

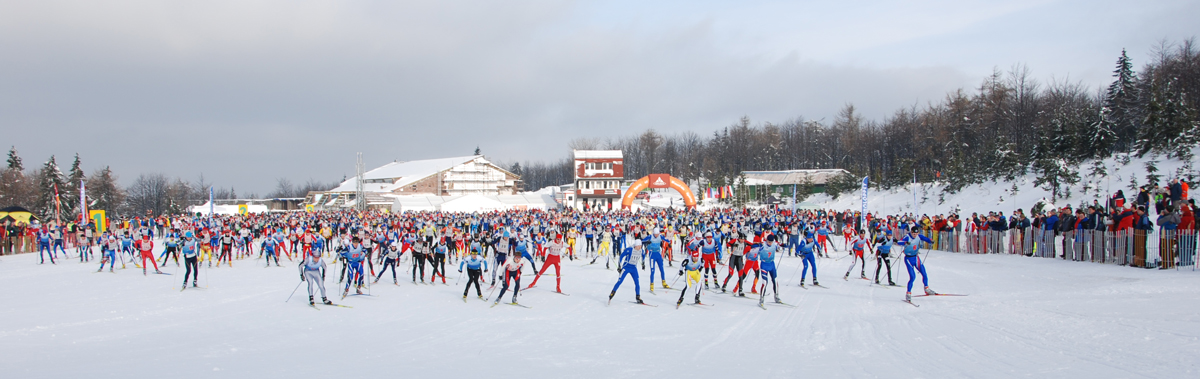
Start 34. ročníku Bílé stopy